# Cours Florent
Cours Florent è un'accademia d'arte drammatica francese, fondata nel 1967 da François Florent. La scuola è di proprietà del Galileo Global Education Group. Si trova in cinque sedi a Parigi, nel 19° e 20º arrondissement (rue Archereau, rue Mathis, avenue Jean Jaurès, rue des Haies e quai de l'Oise), con sede inoltre a Bruxelles, Belgio, da settembre 2015 a Montpellier e, dall'inizio dell'anno scolastico 2017, a Lormont vicino a Bordeaux.